# 王既甫
王既甫（1807年—1886年），名溥长，山東諸城人，中國諸城派古琴演奏家，與王冷泉一起成立了諸城派。
王既甫祖上為相州王氏，因子孫太多而不得不遷居，其父王式钰亦移居到诸城后营居住。王家有三子，长子寿长（字恒甫）、次子延长（字益甫）和三子王既甫皆不曾考取功名。王既甫因家近文廟而習得音律，可能還一度當過樂舞生。王式钰到贵州黄平州任吏目時隨父前往，一次父親府上宴飲之時有虞山琴派琴家在場，因而與長兄一起拜師學琴，後以琴傳家。王既甫共有三子，长子王斌（字良臣）过继给了無子而早夭的大哥。二子文桢、作桢（字心源，即王心源）隨父習琴。

## 著作
- 《桐荫山馆琴谱》